# Amblyderus longipilis
Amblyderus longipilis es una especie de coleóptero de la familia Anthicidae.

## Distribución geográfica
Habita en Somalilandia.